# 1913 في المملكة المتحدة
فيما يلي قوائم الأحداث التي وقعت خلال عام 1913 في المملكة المتحدة.

## رياضة
- 1 يناير – بطولة ويمبلدون 1913

## ظهور
- 1 يناير – نيوستيتسمان

## كتب
من الكتب التي صدرت هذه السنة في المملكة المتحدة:
- 1 يناير – حزام السم من تأليف آرثر كونان دويل.

## مواليد

### فبراير
- 6 فبراير – ميري ليكي
- 17 فبراير – نيبر بات دالي

### مارس
- 12 مارس – تومي فار ملاكم من المملكة المتحدة.
- 13 مارس – هربرت بول جرايس
- 21 مارس – جورج أبيكاسيس
- 31 مارس – والتر وينتربوتوم لاعب ومدرب كرة قدم إنجليزي.

### أبريل
- 1 أبريل – روبرت هارت بستاني من المملكة المتحدة.
- 10 أبريل – إيرني ميلز درّاج طريق من المملكة المتحدة.

### مايو
- 26 مايو – بيتر كوشنغ ممثل إنجليزي.

### يونيو
- 3 يونيو – جورج حوراني
- 9 يونيو – موريل كينيت ويلز عالمة حساب أيرلندية كندية.
- 26 يونيو – موريس ويلكس

### أغسطس
- 2 أغسطس – بيني لينش ملاكم من المملكة المتحدة.
- 14 أغسطس – فريد دافيس لاعب سنوكر من المملكة المتحدة.
- 30 أغسطس – ريتشارد ستون
- 31 أغسطس – برنارد لوفيل عالم فلك بريطاني.

### سبتمبر
- 2 سبتمبر – بيل شانكلي لاعب ومدرب كرة قدم اسكتلندي.
- 29 سبتمبر – تريفور هوارد

### نوفمبر
- 22 نوفمبر – بنجامين بريتن
- 25 نوفمبر – جاك ديفيز كاتب سيناريو بريطاني.
- 26 نوفمبر – غوردون كرايغ مؤرخ أمريكي.

### ديسمبر
- 26 ديسمبر – فرانك سويفت لاعب كرة قدم إنجليزي.

## وفيات

### أبريل
- 15 أبريل – ويليام جونز (مواليد 1839) عسكري من المملكة المتحدة.

### يونيو
- 27 يونيو – فيليب سكويتر (مواليد 1829)

### نوفمبر
- 7 نوفمبر – ألفرد راسل والاس (مواليد 1823)